# Розумна автострада

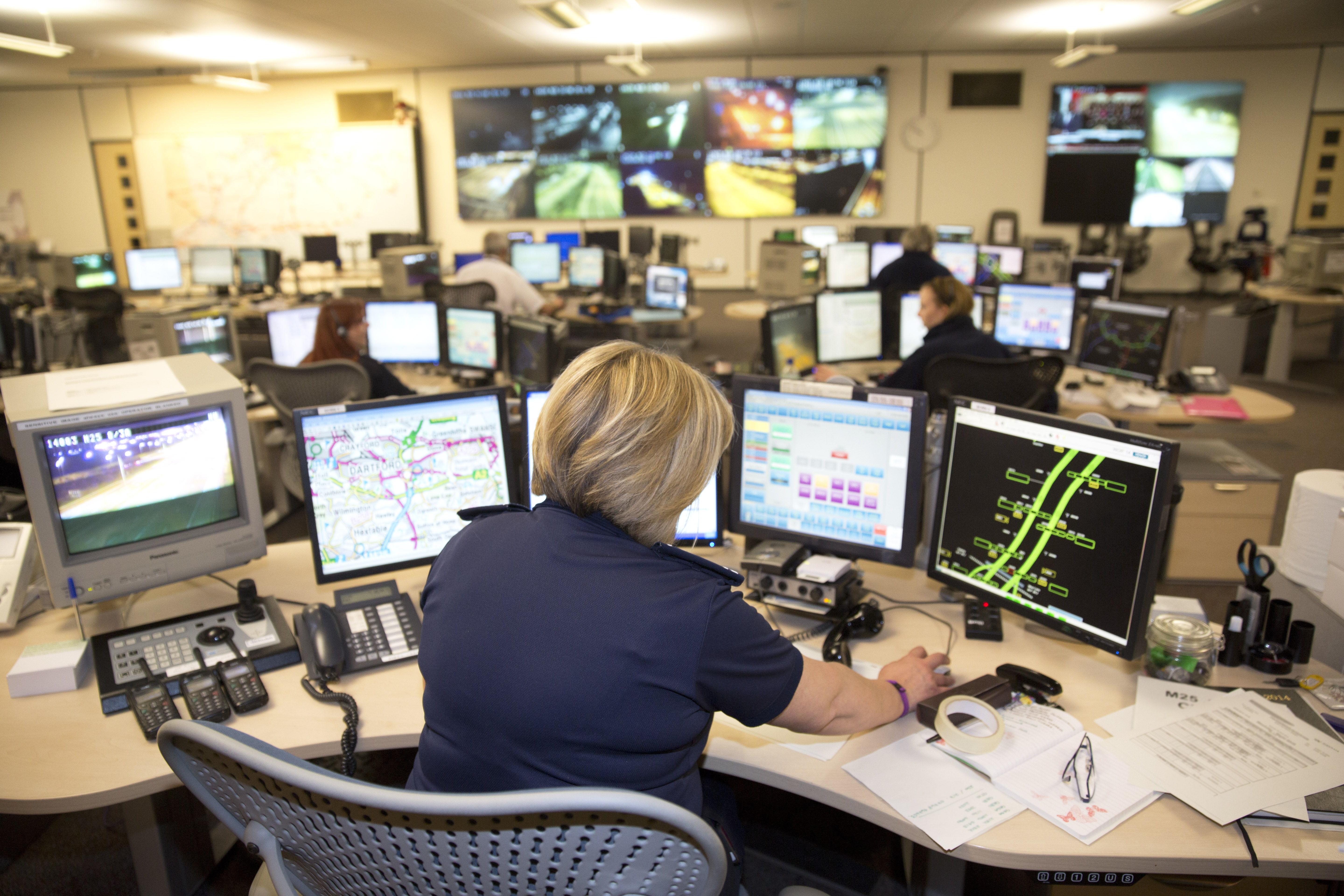
Диспетчерська сервісу розумних автострад M25 J5-7, 2014

Розумна автомагістраль (англ. Smart motorway, раніше керована автомагістраль та активне управління трафіком), також відома в Шотландії як інтелектуальна транспортна система, — це ділянка автомагістралі у Сполученому Королівстві (переважно в Англії), яка використовує методи активного управління трафіком (ATM) для збільшення пропускної здатності через використання технології MIDAS, включаючи змінні обмеження швидкості та інколи біг із жорсткими плечами та вимірювання рампи в час навантаження. Вони були розроблені на рубежі 21-го століття як економічно ефективна альтернатива традиційному розширенню проїжджої частини, з передбачуваними перевагами, починаючи від більш надійного часу в дорозі до зниження викидів транспортних засобів. Однак, незважаючи на те, що ризик зіткнення двох транспортних засобів, що рухаються, зменшився, було визнано збільшення випадків зіткнень за участю транспортних засобів, де принаймні один був нерухомим, у перші кілька років після повсюдного видалення жорстких узбіччя на найбільш завантажених ділянках автостради країни. «Розумні» автомагістралі викликали різку критику з боку політиків, представників поліції та автомобільних організацій, особливо з 2020 року, після того, як стало відомо про різке зростання кількості аварій і десятки смертельних випадків.
Термін контрольована автомагістраль іноді використовується для схем, які використовують змінні обмеження швидкості без узбіччя (наприклад, автомагістраль M25 між розв’язкою 27 і розв’язкою 30).

## Історія
Техніку управління дорожнім рухом, включаючи біг з жорстким узбіччям, вперше було використано в повній специфікації у Великобританії на автомагістралі M42 у Вест-Мідлендсі в 2006 році. Більше обмеження швидкості 60 миль за годину (97 км/год) було випробувано на південній проїжджій частині між перехрестями 4 і 3A з 2008 року (10 миль за годину (16 км/год) збільшення попередньої максимально допустимої швидкості).
У 2007 році тодішній держсекретар з питань транспорту Рут Келлі оголосила про плани поширити схему на дві ділянки автомагістралі M6 поблизу Бірмінгема (4-5 і 8a-10) до 2011 року вартістю 150 мільйонів фунтів стерлінгів. Аварійні сховища мали розширюватися на кожні 800 метрів на розгортанні. Також було оголошено про дослідження щодо використання банкоматів на автомагістралях M1, M4, M20 і M25, однак Міністерство транспорту вирішило продовжити схему розширення ділянок M25.